# Pomnik Tadeusza Kościuszki w Berezowicy Małej
Pomnik Tadeusza Kościuszki w Berezowicy Małej – pomnik Naczelnika Tadeusza Kościuszki, ustanowiony w 1910 w Berezowicy Małej, zniszczony przez Ukraińców podczas wojny w 1919. 

## Historia
Fundusze na budowę pomnika pochodziły ze składek chłopskich.
Autorem pomnika był kamieniarz i rzeźbiarz z Bochni Wojciech Samek. Odsłonięcie pomnika miało miejsce 10 lipca 1910.